# Onuris spegazziniana
Onuris spegazziniana är en korsblommig växtart som beskrevs av Ernest Friedrich Gilg och Reinhold Conrad Muschler. Onuris spegazziniana ingår i släktet Onuris och familjen korsblommiga växter. Inga underarter finns listade i Catalogue of Life.